# Violaciones a mujeres en Afganistán
Las violaciones a mujeres son un problema importante en Afganistán. Varias organizaciones que trabajan en derechos humanos han criticado las leyes que permiten las agresiones sexuales.

## Predominio
La violación a una mujer en Afganistán no se considera un problema grave. En muchos casos, la víctima es castigada bajo la cultura afgana, aunque el Pashtunwali y la ley islámica establecen que el violador debe ser castigado y no la víctima. La violencia contra las mujeres en Afganistán alcanzó niveles récord en 2013, según la Comisión Independiente de Derechos Humanos de Afganistán. Las mujeres son respetadas si mantienen su virginidad hasta el matrimonio, y es raro que un hombre se case con una víctima de violación. Incluso si una mujer soltera queda embarazada, es raro que el violador se case con ella. Así, una mujer es castigada por ser "impura". Las autoridades tratan estos casos como adulterio, la mujer puede ser encarcelada por "tener" relaciones fuera del matrimonio, incluso si la mujer no es castigada, sigue siendo rechazada por la sociedad como "deshonrosa" (badnaam en Pashto), mientras que el violador no se considera deshonrado.

## Leyes afganas
Afganistán está liderado actualmente por el presidente Ashraf Ghani. Afganistán no tiene actualmente ninguna ley que aborde y proteja directamente a las víctimas de violación o grupos en riesgo. En Pashtunwali y en el Islam, es ilegal agredir sexualmente a alguien, incluida la violación, y se considera un pecado muy grande [cita requerida]. En Afganistán, la violación es un delito, aunque el país aprobó la  Ley de Familia Chiita en 2009 firmada por el presidente Hamid Karzai. El Fondo de Desarrollo de las Naciones Unidas para la Mujer, la OTAN, Canadá, Estados Unidos, Alemania y otras naciones se han manifestado preocupados por la naturaleza opresiva de la ley. La Ley de la Familia Chiita quita los derechos de las mujeres, dentro del matrimonio, y especifica que las mujeres Chiitas deben cumplir las demandas de sus esposos a la hora de tener relaciones sexuales. Incluso especifica que deben mantener estas relaciones con sus maridos al menos una vez cada cuatro días, excepto en caso de enfermedad. La ley sólo se aplicará a las mujeres chiitas, que suman alrededor de 6 millones (20% aproximadamente). El argumento a favor de esta ley es que es una mejora sobre la ley regional consuetudinaria impuesta previamente. Con el apoyo de la élite conservadora y política, los tribunales afganos han tomado y continúan tomando medidas para eliminar, disminuir o limitar los derechos de las mujeres.

## Estadísticas disponibles y estigma
La violación en Afganistán es un delito que puede ser procesado legalmente, pero en la práctica rara vez se denuncia, debido a los inmensos riesgos que enfrentan las mujeres si lo denuncian. Las víctimas de violación en el país enfrentan un doble riesgo de ser víctimas de violencia: por un lado pueden convertirse en víctimas de asesinatos por honor perpetrados por sus familias, y por otro lado pueden ser víctimas de las leyes del país. Las mujeres también asumen además muchos riesgos personales más pequeños para su estatus social y su vida diaria: pueden ser acusados de adulterio, un crimen que puede ser castigado con la muerte. Además, sus familias pueden obligarlos a casarse con su violador, lo que deseable por la familia especialmente si la mujer queda embarazada, ya que de otra forma tiene muy pocas oportunidades de conseguir un marido.
Las víctimas de violación en Afganistán están más estigmatizadas que los violadores. Las mujeres que son violadas pueden y a menudo son castigadas hasta con prisión. Mientras que los hombres, rara vez se enfrentan a la cárcel cuando son acusados de violación. Las mujeres a menudo son castigadas como "fornicadoras" bajo zina, la parte de la ley islámica que tiene que ver con las relaciones sexuales ilegales. A menudo se persuade u obliga a las mujeres a que se casen con su violador con la esperanza de restaurar el honor a su familia. Esto también se hace para que el violador pueda evitar enfrentar cargos. Por lo tanto, poner a las mujeres en la posición, muy a menudo peligrosa, de casarse con el hombre que las violó y atacó o enfrentar crímenes de honor, posiblemente asesinatos, a manos de sus propios familiares.
En 2012, Afganistán registró 240 casos de asesinatos por honor y 160 casos de violación, pero se estima que el número de asesinatos por honor y violaciones es mucho mayor y no se informa, especialmente en las zonas rurales.
En 2013, Afganistán fue noticia internacional la historia de una mujer que fue violada por un hombre, encarcelada por adulterio, dio a luz a un niño en la cárcel y luego fue perdonada por el presidente de Afganistán Hamid Karzai, a medida que creció el interés internacional y la indignación. Y al final de su terrible experiencia, la presión social y la presión de sus familias se vio obligada a casarse con el hombre que la violó. En 2013, en la provincia de Gazni, un hombre atacó a una mujer e intentó violarla, y como resultado los familiares de la mujer mataron a la mujer y al hombre en un asesinato por honor. En Afganistán, los delitos como el adulterio, la violación y el tráfico a menudo se combinan entre sí, y generalmente no es aceptable que una mujer y un hombre estén solos (a menos que estén casados o relacionados), y si esto sucede, la respuesta puede ser muy violenta. Un médico afgano y su paciente fueron atacados por una multitud enojada que les arrojó piedras después de que los dos fueron descubiertos en su sala de examen privado sin acompañante. Recientemente, también se alegó que las fuerzas de seguridad violaron a niñas en el país.

## Invasión soviética de Afganistán
Durante la guerra afgano-soviética, las fuerzas soviéticas secuestraron a mujeres afganas mientras volaban en el país en busca de los mujahideen. En noviembre de 1980 se produjeron varios incidentes de este tipo en varias partes del país, incluidas las provincia de Lagmán y  Distrito Kama. Soldados soviéticos y agentes de KhAD secuestraron a mujeres jóvenes de la ciudad de Kabul y las áreas de Darul Aman y Khair Khana (dos distritos de la capital Afgana), cerca de las guarniciones soviéticas, para violarlas. Las mujeres que fueron tomadas y violadas por soldados soviéticos fueron consideradas "deshonradas" por sus familias si regresaban a sus hogares.

## Talibanes afganos

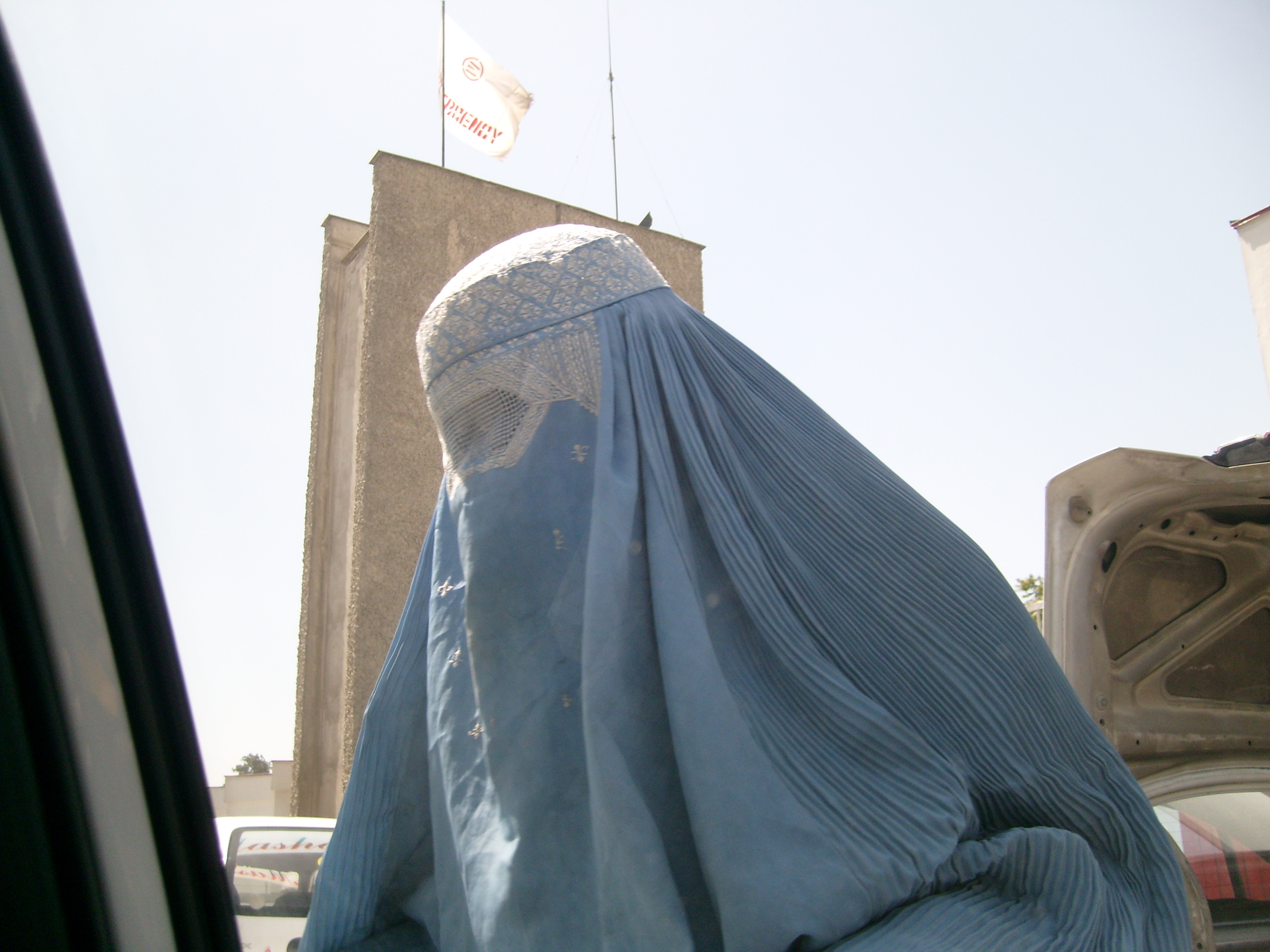
Afgana en 2008

En 2015, Amnistía Internacional informó que los talibanes afganos habían cometido asesinatos en masa y violaciones en grupo de mujeres y niños civiles afganos en Kunduz. Combatientes talibanes mataron y violaron a familiares de comandantes de policía y soldados. Los talibanes también violaron y mataron parteras a quienes acusaron de proporcionar servicios de salud reproductiva prohibidos a las mujeres en la ciudad. Una activista de derechos humanos describió la situación:
Cuando los talibanes afirmaron su control sobre Qundūz, afirmaron estar llevando la ley y el orden y la Sharia a la ciudad. Pero todo lo que han hecho ha sido es violar ambos. No sé quién puede rescatarnos de esta situación.

## Reacciones
En 2013, Fereshta Kazemi desempeñó el papel principal en "The Icy Sun", una de las primeras películas que aborda abiertamente la violación en Afganistán. NBC News dijo que su "película abre nuevos caminos para Afganistán, donde las víctimas de violación pueden verse obligadas a casarse con sus atacantes para preservar el honor de sus familias".